# Ilkhitchilar (Tartar)
Ilkhitchilar est un village de la région de Tərtər en Azerbaïdjan.

## Géographie
Le village d'Ilkhitchilar de la région de Tərtər est situé dans la circonscription administrative du village d'Azad Garagoyounlou.

## Économie
La principale occupation de la population du village d'Ilkhitchilar est l'élevage et l'agriculture.